# 凜-りん-
『凜-りん-』は、2019年2月22日公開の日本の青春映画。佐野勇斗と本郷奏多のＷ主演で、『ウロボロス ～この愛こそ、正義。』や『小さな巨人』等のドラマの演出を手がけた池田克彦が監督を務めた。2007年12月に神保町花月で上演された又吉直樹による戯曲『凜』の映画化。
沖縄国際映画祭の「TV DIRECTOR'S MOVIE」の1作として、吉本興業とTBSテレビの共同で製作され、京都国際映画祭にも出品された。

## あらすじ
「100年に1度、村から子供が消える」という伝説のある村に暮らす高校生の野田耕太と、東京からの転校生・天童義男が次々と消えていく仲間の行方と犯人を捜す中で、それぞれが抱える秘密や闇が浮かび上がっていく様を描く。

## キャスト
- 野田耕太：佐野勇斗
- 天童義男：本郷奏多
- 石倉優太（大仏）: 須賀健太
- 折田竜二：亀田侑樹
- 真島泰輔：櫻井圭佑
- 宮川雪奈：大沢ひかる
- 佐那：平祐奈
- 石倉美恵子（優太の継母）：椿鬼奴
- 土田孝太郎（担任教師） - 須田邦裕
- 野々村健太（刑事）：金田哲
- 男A：好井まさお
- 石倉次郎：有山尚宏
- 石倉圭：板垣李光人
- 牧田亮：伊東潤
- 佐渡：上西雄大
- 刑事：檜尾健太
- 喫茶店店長：水野智則
- 水上ゆめ：竹野谷咲
- 水上りさ子：水野小論
- 耕太（幼少時代）：髙橋來
- 子供：川尻拓弥
- 少年：浜岡結生
- 佐那（0歳）：安住惟吹
- 老婆：野口千江子
- 燐家のおやじ：白井浩二
- 生徒A：石原健太郎
- 生徒B：菅野周平
- 生徒C：平井美帆
- 生徒D：渥美颯
- 山伏：田川隼嗣
- 真島毅（泰輔の父親）：片桐仁
- 神主：堀部圭亮
- 藤井大樹（耕太の父親）：勝村政信
- 野田里美（耕太の母）：石田ひかり（友情出演）
- 里中のぞみ：山口紗弥加

## スタッフ
- 監督：池田克彦
- 原作：又吉直樹
- 脚本：渡邉真子、又吉直樹（脚本監修）
- 撮影：菊池亘
- 音楽：ハセガワダイスケ
- エグゼクティブプロデューサー：片岡秀介
- 製作：藤原寛
- プロデューサー：宮本稔久 、高柳健人、木谷真規
- 音楽プロデュース：久世烈
- 主題歌：ハルカミライ『ヨーロービル、朝』
- 挿入歌：ハルカミライ『俺達を待っている』
- 編集：細野優理子
- 制作プロダクション：エクセリング
- 制作：よしもとクリエイティブ・エージェンシー、TBSテレビ
- 配給：KATSU-do
- 製作：吉本興業

## 関連商品

### DVD
- 『凜-りん-』DVD（2019年9月4日発売（予定）、よしもとミュージックエンタテインメント、JAN 4571487580331）[4]